# Trixa conspersa
Trixa conspersa là một loài ruồi trong họ Tachinidae.